# جون ستون (لاعب كرة قاعدة)
جون ستون (بالإنجليزية: John Stone)‏ هو لاعب كرة قاعدة أمريكي، ولد في 10 أكتوبر 1905 في لينشبورغ في الولايات المتحدة، وتوفي في 30 نوفمبر 1955 في شيلبيفيل في الولايات المتحدة.

## وصلات خارجية
- جون ستون على موقعبيزبول رفرنس.كوم (الدوري الرئيسي) (الإنجليزية)